# Hawaii-amakihi
 Hawaii-amakihi (Chlorodrepanis virens) är en fågel i familjen finkar inom ordningen tättingar.

## Utseende och läte
Hawaii-amakihin är en liten gul hawaiifink med böjd näbb. Hanen är helt gul, honan mera gulgrönaktig. Sången består av en drill på samma tonhöjd och med bibehållet tempo. Lätet beskrivs som ett nasalt "chee".

## Utbredning och systematik
Hawaii-amakihi delas in i två underarter med följande utbredning:
- Chlorodrepanis virens wilsoni – förekommer i ohia- och mamaniskogarna i Maui, tidigare Molokai och Lanai
- Chlorodrepanis virens. virens – förekommer i ohia- och mamaniskogarna på Hawaii

### Familjetillhörighet
Arten tillhör en grupp med fåglar som kallas hawaiifinkar. Länge behandlades de som en egen familj. Genetiska studier visar dock att de trots ibland mycket avvikande utseende är en del av familjen finkar, närmast släkt med rosenfinkarna. Arternas ibland avvikande morfologi är en anpassning till olika ekologiska nischer i Hawaiiöarna, där andra småfåglar i stort sett saknas helt.

## Levnadssätt
Hawaii-amakihin är en vanlig fågel i ursprungliga bergsskogar, men kan även ses på lägre nivåer i områden med inplanterade träd. Den rör sig snabbt bland och grenar både i trädtaket och undervegetationen i jakt på nektar, insekter och frukt.

## Status
Hawaii-amakihin är jämte apapanen den enda av två hawaiifinkar vars bestånd anses vara livskraftigt av internationella naturvårdsunionen IUCN. Populationsutvecklingen tros vara stabil. Beståndet uppskattas till mellan 400 000 och 800 000 vuxna individer.